# 公共事务
公共事务（英語：Public affairs）是指统治阶层为了把社会控制在“秩序”范围内、推动社会发展，所进行的满足社会成员共同需要与要求的一系列社会活动。从广义上看，其可以被定义为组织的所有非商业化行为；从狭义上看，其指称组织涉及的政治活动及其与政府的关系。公共事务具有阶级性、公益性、多样性以及层次性四大特点。
　　　